# Bovendonk

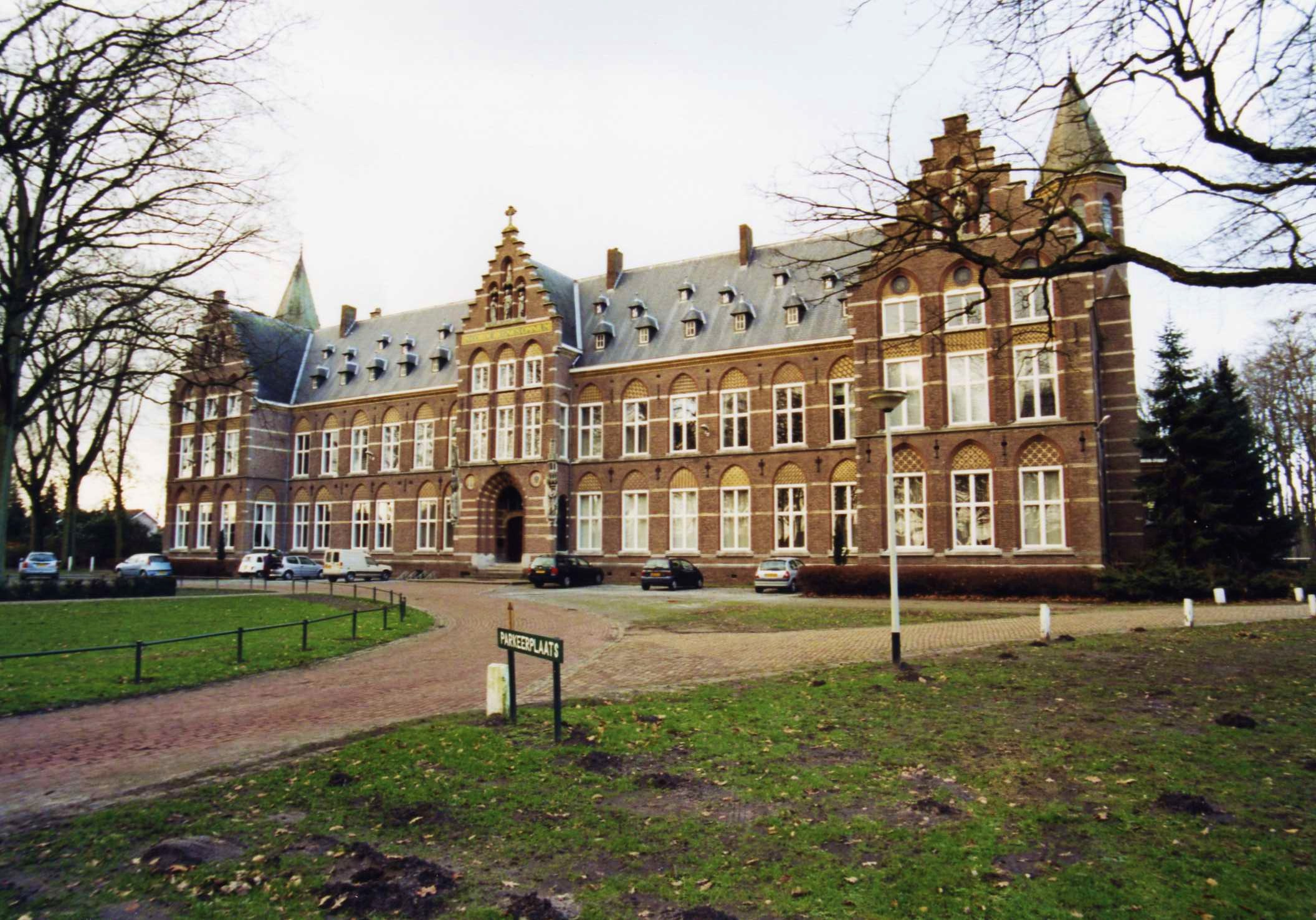
Bovendonk

Bovendonk in Hoeven, Noord-Brabant, is een gebouw waarin een conferentiecentrum en tevens een priester- en diakenopleiding van de Rooms-Katholieke Kerk voor mannen die op latere leeftijd de keuze voor het priester- of diakenschap maken gevestigd is. De opleiding valt onder de verantwoordelijkheid van het bisdom Breda. Tevens is het Antoniushuis in het gebouw gevestigd, hier wonen de priesterstudenten van Bisdom Breda en Bisdom Groningen-Leeuwarden. Hier zitten ook mannen van jongere leeftijd bij, zij studeren aan de Tilburg School of Catholic Theology of aan de Fontys Hogeschool Theologie-Levensbeschouwing.
De opleiding werd in 1983 opgericht door bisschop Huub Ernst van Breda, in samenwerking met de toenmalige aartsbisschop van Utrecht, kardinaal Willebrands en de bisschop van Haarlem, bisschop Theodorus Zwartkruis. Met uitzondering van het bisdom Roermond werd de opleiding ook erkend door de overige Nederlandse bisdommen. Ook enkele religieuze ordes en congregaties laten hun priesterkandidaten studeren aan de opleiding. Inmiddels studeren ook priesterstudenten uit het bisdom Antwerpen aan Bovendonk. De opleiding werd destijds opgericht naar het model van het in België al langer bestaande "Centrum voor Priesteropleidingen voor mannen op Rijpere Leeftijd".
De opleiding is de enige deeltijdopleiding voor priesters of diakens in Nederland. In principe richt de opleiding zich op mannen tussen de 28 en 48 jaar oud, die vanuit hun beroep de opleiding tot priester of diaken willen volgen. Daarbij kunnen zij de eerste vier jaar van hun studie hun beroep behouden. Daarna volgen twee fulltime stagejaren in het parochiepastoraat. Tot en met 2008 (het 25-jarig jubileum) leidde de opleiding 80 priesters op. 
Sinds 2001 bestaat de mogelijkheid om de opleiding tot permanent diaken te volgen: een gewijd ambt in de Rooms-Katholieke kerk, voor getrouwde mannen. 

## Gebouw
Het gebouw werd in 1907 gebouwd naar ontwerp van Pierre Cuypers als seminarie. De bouwstijl houdt het midden tussen neogotiek (spitsbogen) en neorenaissance (trapgevels).
In 1967 werd het seminarie bij gebrek aan studenten gesloten. Het gebouw stond daarna 11 jaar leeg. In 1978 werd het door het bisdom Breda voor het symbolische bedrag van 1 gulden verkocht aan de nieuw opgerichte Stichting Bovendonk. Vanaf 1983 wordt de bovenverdieping van de voorbouw permanent verhuurd aan de stichting priester- en diakenopleiding, die genoemd is naar het gebouw waarin zij is gevestigd. Na een periode waarin het gebouw als bezinningscentrum een kwijnend bestaan leidde, werd in 1996 het gebouw in gebruik genomen als conferentiecentrum, dat het grootste deel van het gebouw in beslag neemt. Er is ook een hotel en brasserie in gevestigd.
Het gebouw bevindt zich in een park dat omgeven wordt door een hek in art-deco-stijl.

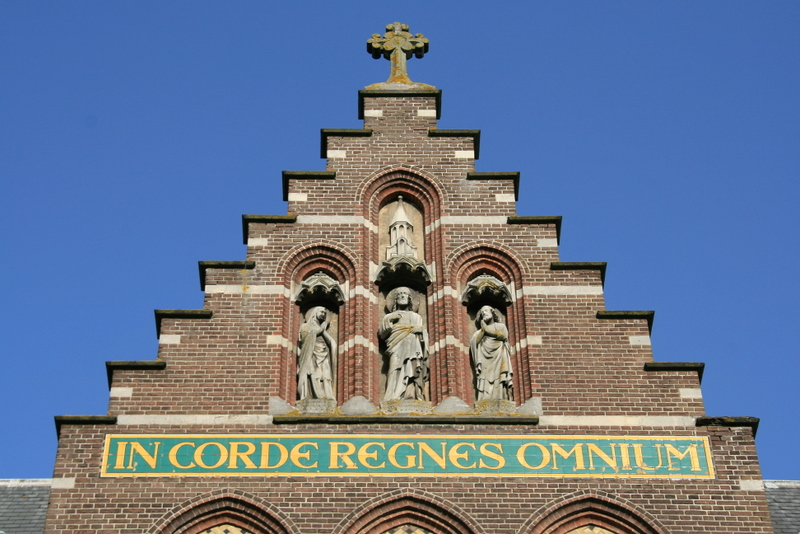
Detail gevel hoofdgebouw
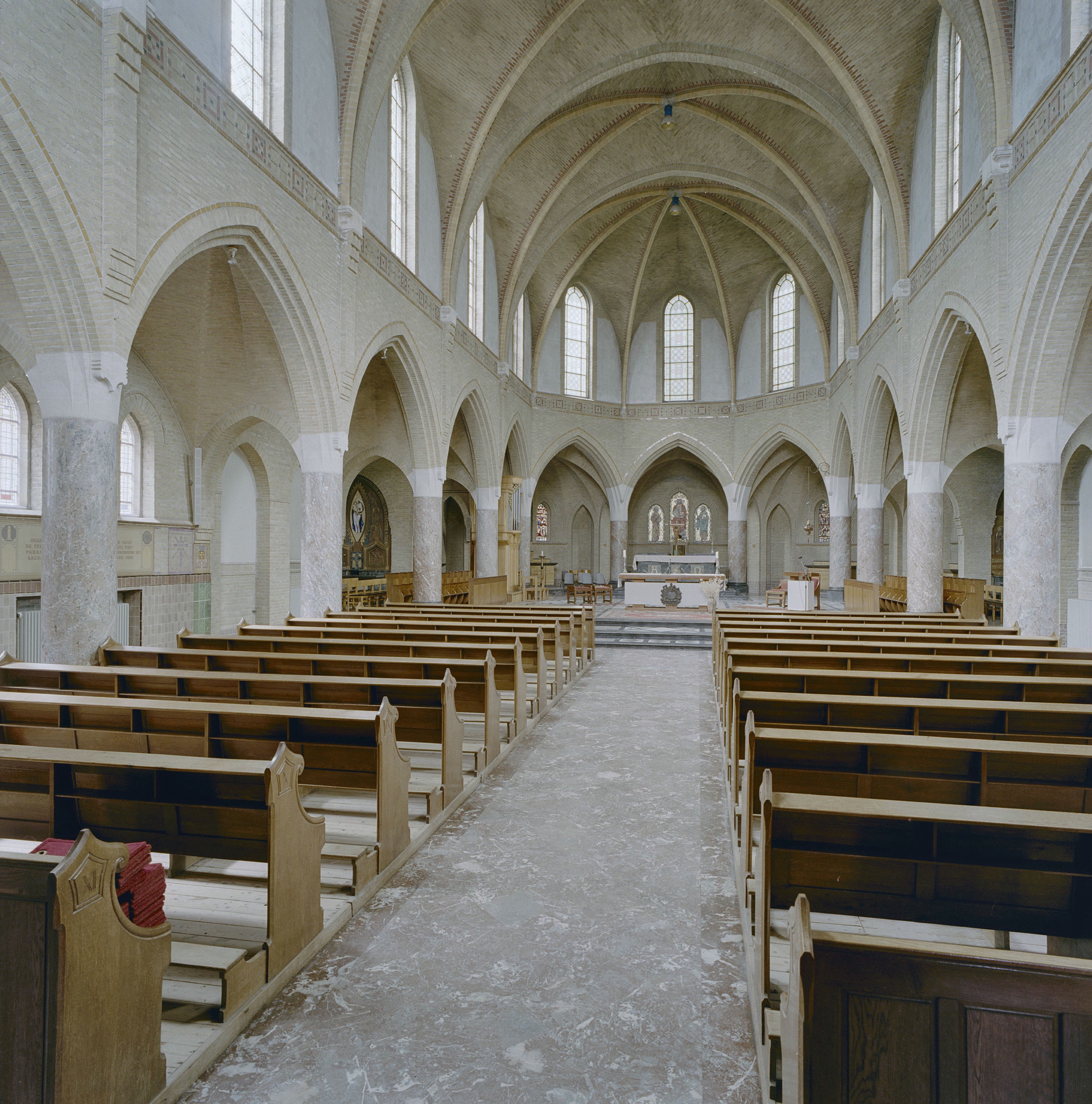
Kapel
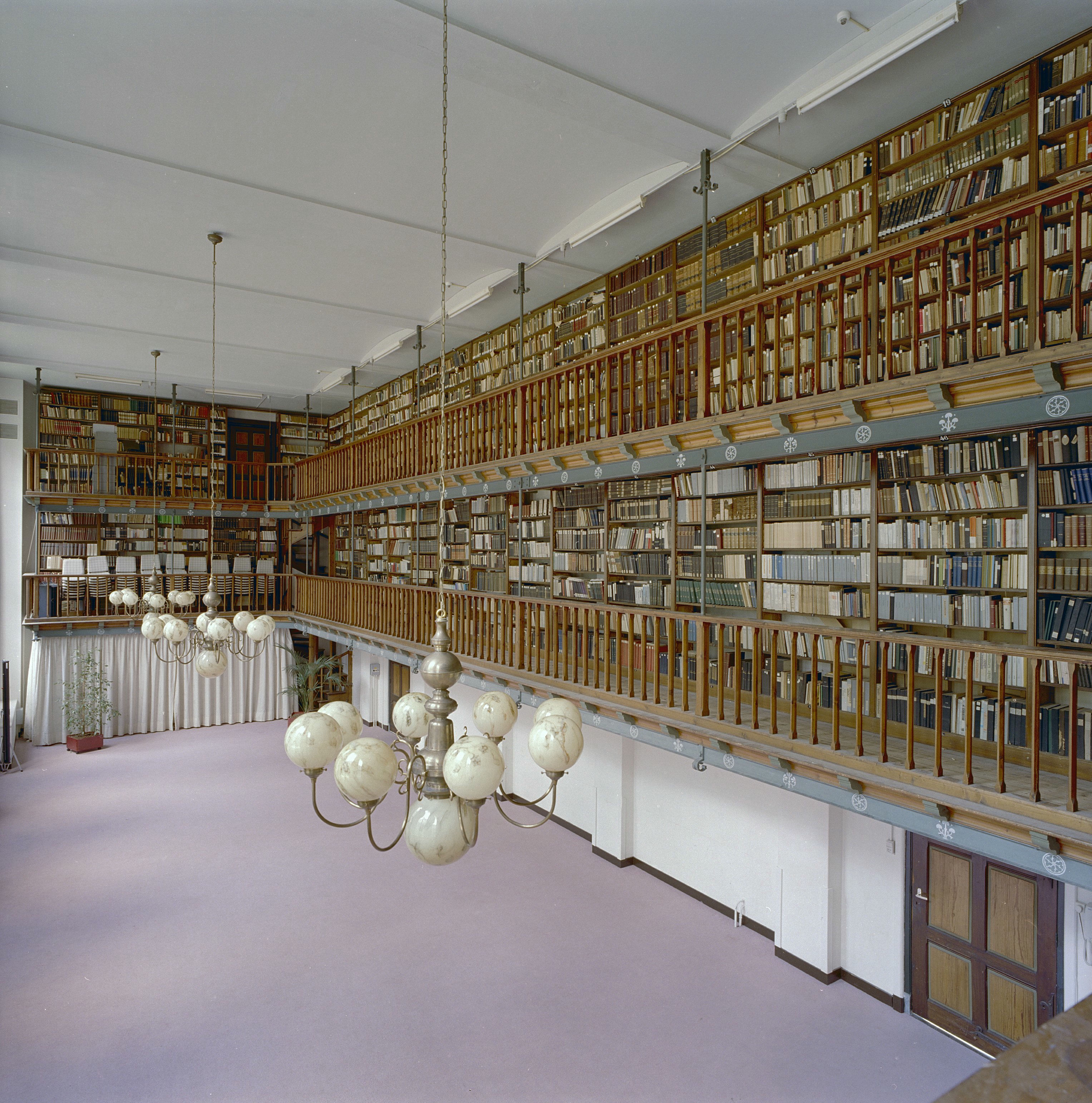
Bibliotheek
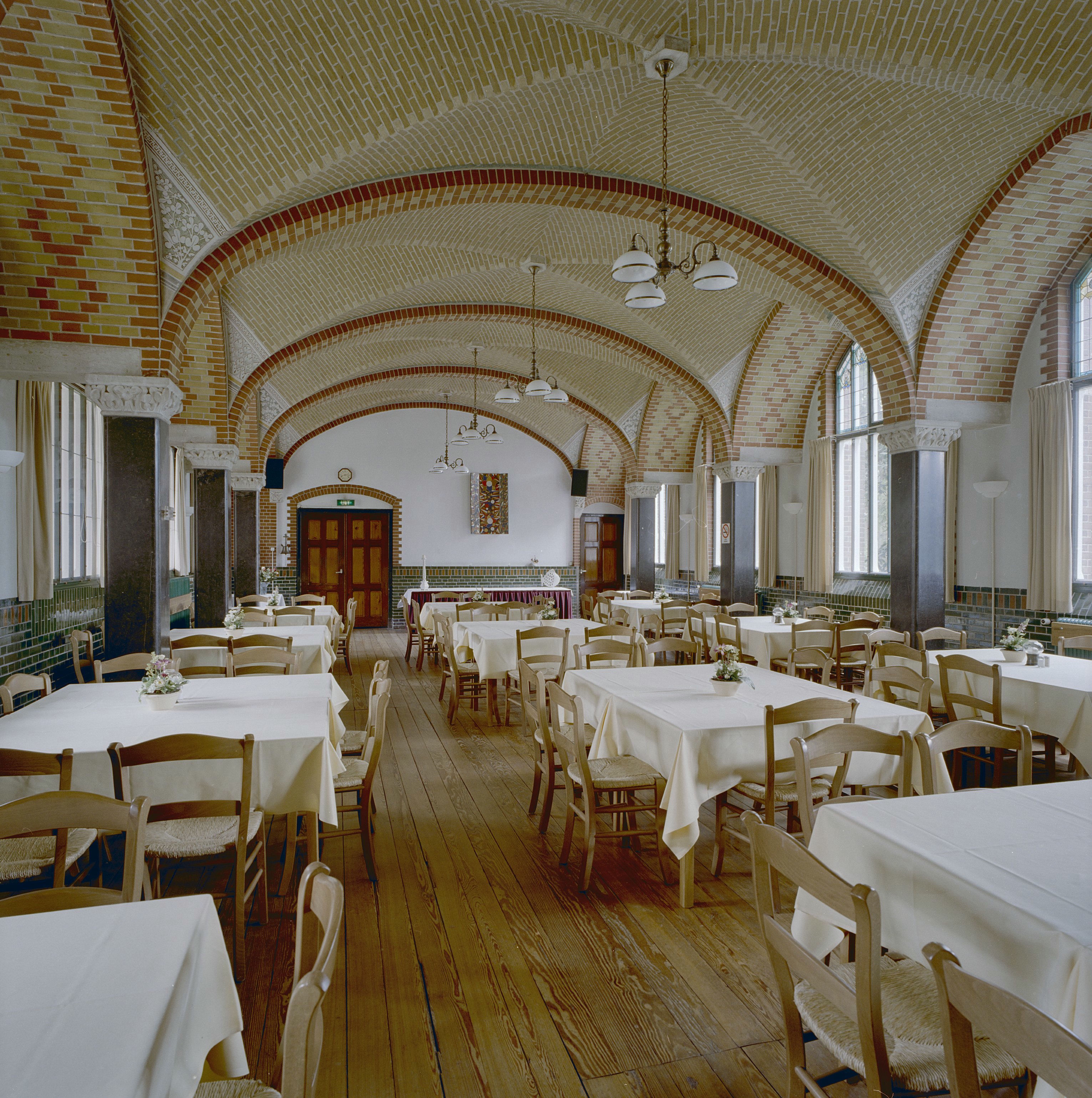
Refter
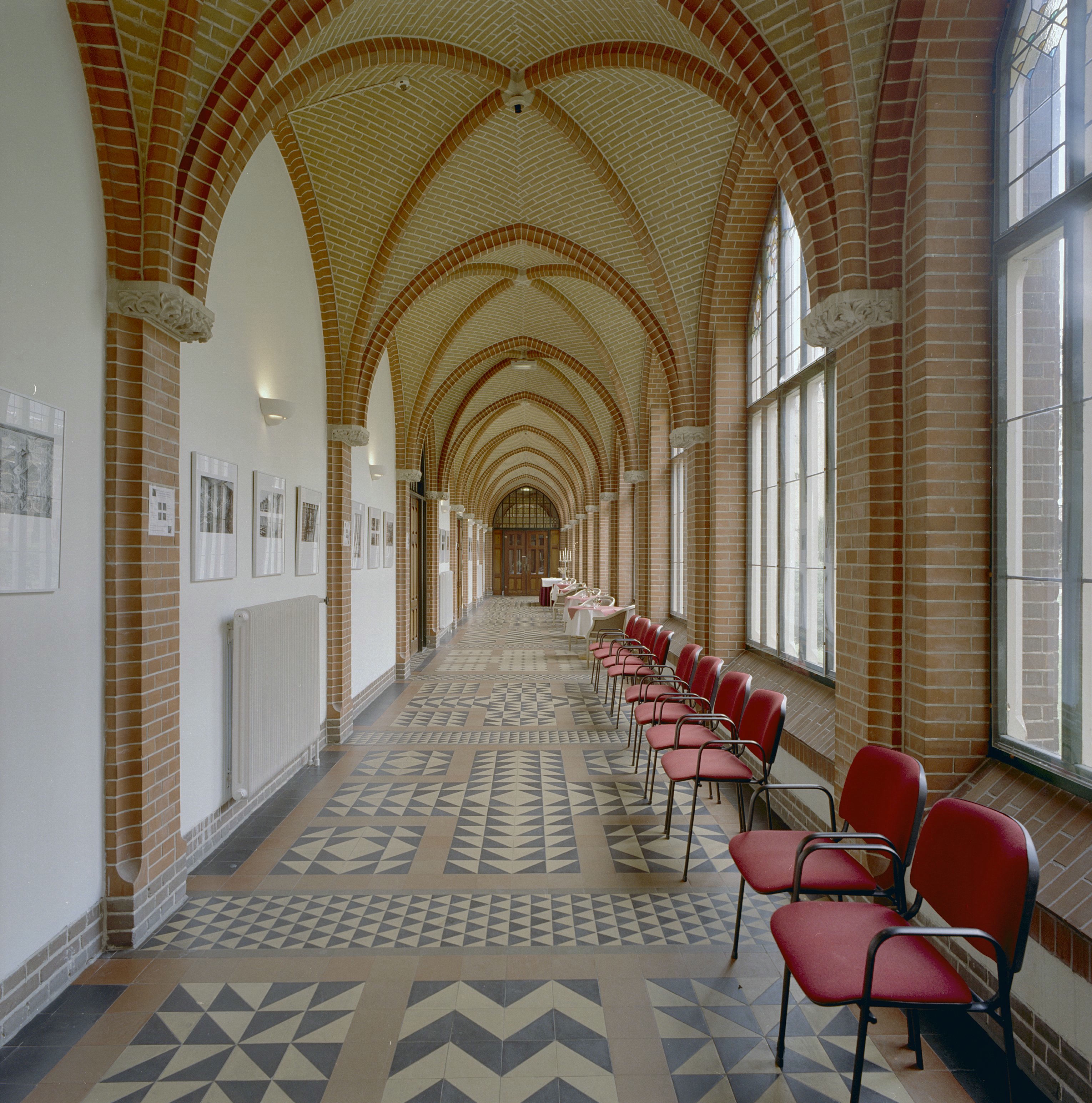
Gang